# Benny Cristo

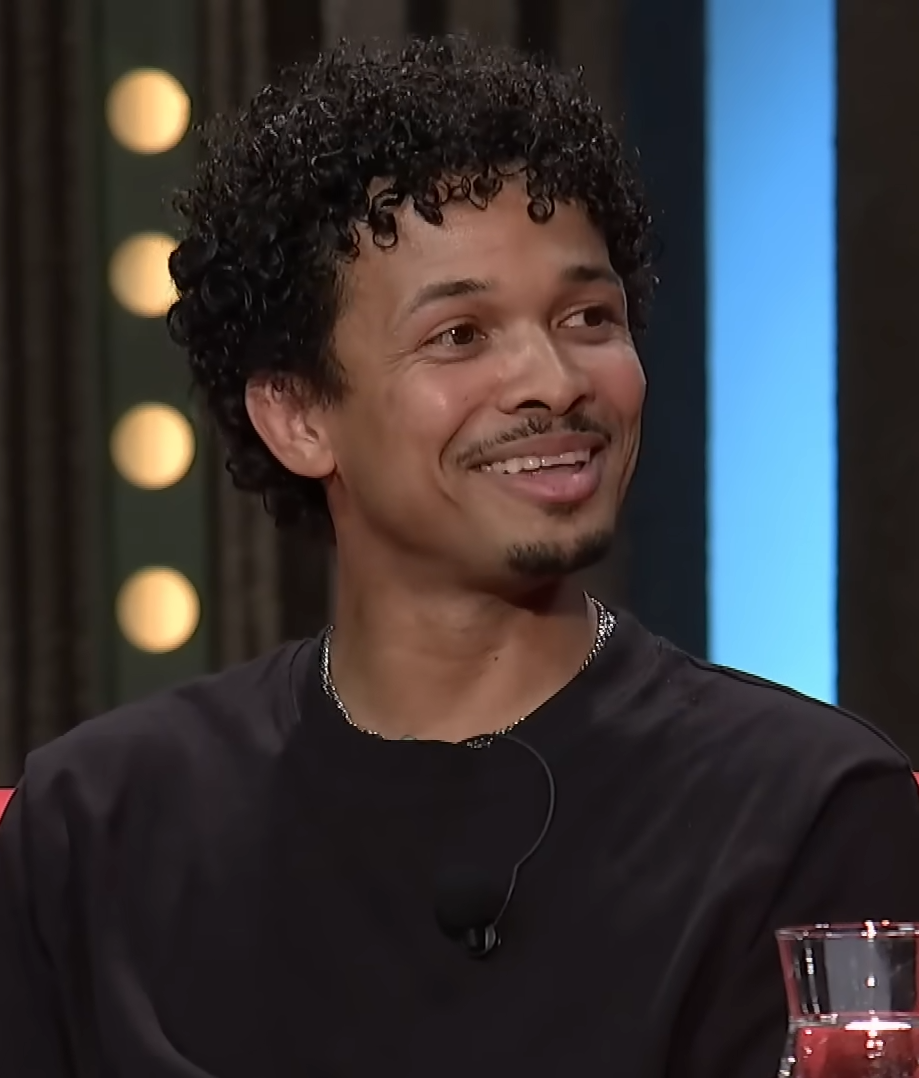
Benny Cristo (2023)

Benny Cristo (eigentlich Ben Cristovao, portugiesisch: Ben da Silva Cristóvão, * 8. Juni 1987 in Pilsen) ist ein tschechischer Sänger, Songwriter, Schauspieler und Jiu-Jitsu-Kämpfer. Er vertrat Tschechien beim Eurovision Song Contest 2021.

## Leben und Karriere
Benny Cristo wurde als Sohn einer tschechischen Mutter und eines angolanischen Vaters 1987 in Pilsen geboren. Seine jüngere Schwester ist die Komikerin Bianca Cristovao.
Seine Karriere begann 2009, als er bei der Castingshow Česko Slovenská SuperStar den 7. Platz belegte. Im Anschluss an den Wettbewerb verfolgte er seine musikalische Karriere weiter und veröffentlichte 2010 sein Debütalbum Definitely Different. Ein Jahr später erschien sein zweites Album Benny Cristo, 2014 mit Made in Czechoslovakia sein drittes Album. 2013 wurde Benny Cristo für das Video zu seinem Lied Bomby in der Kategorie „Videoclip des Jahres“ beim Musikpreis Český slavík nominiert. 2016 wurde er bei dieser Preisverleihung mit dem Preis für das meistgestreamte tschechische Lied ausgezeichnet. 2017 veröffentlichte er sein Album Poslední, das nicht als übliche CD erschien, sondern über einen auf ein T-Shirt gedruckten QR-Code heruntergeladen werden konnte. Zusammen mit Mária Čírová produzierte Benny Cristo 2018 das Lied Padam für den tschechisch-slowakischen Tanzfilm Backstage von Andrea Sedláčková. In diesem spielte er auch den Juror eines Tanzwettbewerbs. Im gleichen Jahr wurde er auch Juror bei Česko Slovenská SuperStar.
Seine Musik verbindet Elemente von Hip-Hop, R ’n’ B und Pop. Benny Cristo singt auf Tschechisch und Englisch und tritt hauptsächlich in Tschechien und der Slowakei auf.
Am 21. September 2019 hielt Benny Cristo in der O2-Arena in Prag vor 15.000 Fans sein bislang größtes Konzert. Am 13. Januar 2020 wurde Benny Cristo als einer von sieben Kandidaten von Eurovision Song CZ, dem tschechischen Vorentscheid für den Eurovision Song Contest 2020, vorgestellt. Nachdem er bei der Jury den zweiten und bei der Publikumsabstimmung den ersten Platz belegt hatte, wurde am 3. Februar 2020 bekanntgegeben, dass er Tschechien mit seinem Lied Kemama 2020 beim Eurovision Song Contest vertreten würde. Der Wettbewerb musste jedoch am 18. März 2020 aufgrund der COVID-19-Pandemie abgesagt werden. Am 13. Mai 2020 wurde bekanntgegeben, dass Benny Cristo Tschechien stattdessen beim Eurovision Song Contest 2021 vertreten werde. Sein Lied omaga wurde am 16. Februar 2021 veröffentlicht. Beim Wettbewerb schied er im zweiten Halbfinale am 20. Mai 2021 aus.
Neben seiner musikalischen Karriere ist Benny Cristo auch Sportler. 2016 gewann er bei den Asienmeisterschaften eine Bronze-Medaille im brasilianischen Jiu-Jitsu.

## Diskografie

### Alben
- 2010 – Definitely Different
- 2011 – Benny Cristo
- 2014 – Made in Czechoslovakia
- 2022 – Protenkontrast

### EPs
- 2017 – Poslední
- 2019 – Live Ben
- 2019 – Kontakt

### Singles
- 2013 – Be Mine (mit Ezyway)
- 2014 – Těžký váhy (mit Cavalier)
- 2014 – Nemůžu si dovolit (mit Cavalier)
- 2014 – Utebebejt (mit Annet Charitonová)
- 2015 – Žijuproto (mit Cavalier)
- 2015 – Ironben
- 2015 – Tabu
- 2016 – Asio (feat. The Glowsticks)
- 2016 – Pure Girl
- 2016 – Food Revolution Day (mit Neny, Reginald, Kristian und Nikolaj Arichtev)
- 2016 – Penny
- 2017 – TV Shows (mit Sofian Medjmedj)
- 2018 – Padam (feat. Mária Čírová)
- 2018 – Mowgli
- 2018 – Smitko
- 2018 – Naha
- 2018 – Rekviem (mit Nox Septima)
- 2019 – Stories (feat. Reginald & The Glowsticks)
- 2019 – Aleiaio
- 2020 – Kemama
- 2020 – Šílený
- 2021 – Ledová
- 2021 – omaga
- 2022 – Multiverse